# Yousif Mirza
Pour les articles homonymes, voir Mirza.
Yousif Mirza Bani Hammad, né le 8 octobre 1988 à Khor Fakkan, est un coureur cycliste émirien. Il est multiple champion des Émirats arabes unis. Son frère Badr est également coureur cycliste.

## Biographie
Après une saison passée dans l'équipe continentale Al Nasr Dubaï, Yousif Mirza rejoint la formation UAE Abu Dhabi pour la saison 2017, devenant ainsi le premier coureur émirati à rejoindre une équipe World Tour.

## Palmarès sur route

### Par années
- 2008
  - 2e de l'UAE International Emirates Post Tour
  -  Médaillé de bronze du championnat du Golfe Persique du contre-la-montre
  - 3e du championnat des Émirats arabes unis du contre-la-montre
  - 3e du championnat des Émirats arabes unis sur route
- 2009
  -  Champion du Golfe Persique du contre-la-montre par équipes (avec Badr Mirza, Humaid Maharab et Khalid Ali)
  -  Champion arabe sur route espoirs
  - 5e étape du Tour of the AGCC Arab Gulf
  - 2e du championnat des Émirats arabes unis sur route
  -  Médaillé de bronze du championnat arabe sur route
- 2010
  -  Champion des Émirats arabes unis sur route
  - 1re, 3e et 5e étapes du Tour of the AGCC Arab Gulf
  -  Médaillé de bronze du championnat du Golfe Persique sur route
  - 3e de la H. H. Vice-President's Cup
  - 3e du Tour of the AGCC Arab Gulf
  - 10e du championnat d'Asie sur route
- 2011
  -  Champion arabe sur route
  -  Champion arabe du contre-la-montre
  -  Champion des Émirats arabes unis du contre-la-montre
  - 7e et 8e (contre-la-montre) étapes du Tour of the AGCC Arab Gulf
  - Classement général de l'UAE International Emirates Post Tour
  -  Médaillé d'argent du contre-la-montre au championnat arabe des clubs
  -  Médaillé de bronze de la course en ligne aux Jeux du Golfe Persique
- 2012
  -  Champion du Golfe Persique du contre-la-montre
  -  Champion des Émirats arabes unis du contre-la-montre
  - Sharjah International Cycling Tour :
    - Classement général
    - 1re et 2e étapes

  - 3e étape du Tour de l'Ijen
  - Tour of the AGCC Arab Gulf :
    - Classement général
    - 2e étape

  - 2e du championnat des Émirats arabes unis sur route
- 2013
  -  Champion des Émirats arabes unis sur route
  - 2e étape du Sharjah International Cycling Tour
  - Tour d'Al Zubarah :
    - Classement général
    - 1re et 2e étapes

  - Tour of the AGCC Arab Gulf :
    - Classement général
    - 7e étape

  - 2e du championnat des Émirats arabes unis du contre-la-montre
  -  Médaillé d'argent au championnat arabe sur route
  - 3e du Challenge du Prince - Trophée de l'anniversaire
- 2014
  -  Médaillé d'or du contre-la-montre par équipes au championnat arabe des clubs (avec Badr Mirza, Eugen Wacker et Ahmed Al Mansoori)
  -  Champion des Émirats arabes unis sur route
  -  Champion des Émirats arabes unis du contre-la-montre
  - 2e et 3e étapes du Tour d'Al Zubarah
  - Sharjah International Cycling Tour[2]
- 2015
  -  Champion des Émirats arabes unis sur route
  -  Médaillé d'argent du championnat d'Asie sur route
  - 3e du championnat des Émirats arabes unis du contre-la-montre
- 2016
  -  Champion des Émirats arabes unis sur route
  -  Champion des Émirats arabes unis du contre-la-montre
  - 1re étape du Tour de Tunisie
  - 3e du Tour de Maurice
- 2017
  -  Champion des Émirats arabes unis sur route
  -  Champion des Émirats arabes unis du contre-la-montre
  -  Médaillé d'argent du championnat d'Asie sur route
  -  Médaillé d'argent du championnat arabe du contre-la-montre[3]
- 2018
  -  Champion d'Asie sur route
  -  Champion des Émirats arabes unis sur route
  -  Champion des Émirats arabes unis du contre-la-montre
  -  Médaillé de bronze du championnat arabe sur route
- 2019
  -  Champion arabe sur route
  -  Champion des Émirats arabes unis sur route
  -  Champion des Émirats arabes unis du contre-la-montre
  - 5e étape du Tour d'Egypte
  - 2e du Tour d'Égypte
- 2021
  -  Champion des Émirats arabes unis sur route
  -  Champion des Émirats arabes unis du contre-la-montre
- 2022
  -  Champion des Émirats arabes unis sur route
  -  Champion des Émirats arabes unis du contre-la-montre
  -  Médaillé de bronze sur route aux Jeux de la solidarité islamique
- 2023
  -  Médaillé de bronze du contre-la-montre par équipes des Jeux panarabes

### Classements mondiaux
| Année                                 | 2008 | 2009 | 2010 | 2011 | 2012 | 2013 | 2014 | 2015 | 2016  | 2017  | 2018 | 2019 | 2020 | 2021 | 2022 |
| ------------------------------------- | ---- | ---- | ---- | ---- | ---- | ---- | ---- | ---- | ----- | ----- | ---- | ---- | ---- | ---- | ---- |
| Classement mondial                    |      |      |      |      |      |      |      |      | 1361e | 345e  | 300e | 437e | nc   | 687e | 477e |
| UCI Europe Tour                       | nc   | nc   | nc   | nc   | nc   | nc   | nc   | nc   | 1783e | 1874e | nc   |      |      |      |      |
| UCI Asia Tour                         | 33e  | nc   | 66e  | nc   | 261e | 242e | 16e  | 39e  | nc    | 18e   | 8e   | 13e  | nc   | 13e  | 13e  |
| UCI Africa Tour                       | 216e | nc   | nc   | nc   | nc   | 62e  | 188e | 88e  | 92e   | nc    | nc   |      |      |      |      |
|                                       |      |      |      |      |      |      |      |      |       |       |      |      |      |      |      |
| Légende : nc = non classéSource : UCI |      |      |      |      |      |      |      |      |       |       |      |      |      |      |      |

## Palmarès sur piste

### Championnats du monde
- Melbourne 2012
  - 17e de la course aux points

### Championnats d'Asie
- Nakhon Ratchasima 2015
  -  Médaillé d'argent de la course aux points
- New Dehli 2017
  -  Médaillé de bronze de la course aux points
- Nilai 2018
  -  Champion d'Asie de course aux points
  -  Médaillé d'argent de l'omnium
- Jakarta 2019
  -  Médaillé d'argent de l'omnium
- New Delhi 2022
  -  Champion d'Asie de course aux points

### Jeux asiatiques et d'arts martiaux en salle
- Achgabat 2017 : 
  -  Médaillé de bronze de l'omnium[4].

### Jeux de la solidarité islamique
- Konya 2021
  -  Médaillé d'or de la course aux points
  -  Médaillé de bronze de l'omnium

### Championnats arabes
- 2011
  -  Médaillé de bronze de la course aux points
- 2013
  -  Champion arabe du scratch
  -  Champion arabe de poursuite par équipes
  -  Médaillé d'argent de l'omnium
  -  Médaillé d'argent de la course aux points